# 어쌔시네이션 인 사라예보
어쌔시네이션 인 사라예보(Atentat u Sarajevu, Assassination in Sarajevo)는 체코(구 체코슬로바키아)에서 제작된 벨코 불라지크 감독의 1975년 드라마 영화이다.

## 출연
- 크리스토퍼 플러머
- 플로린다 보우캉
- 막시밀리안 셸
- 리부셰 샤프란코바
- 이르지 코데트